# Guerra de Tecumseh
La guerra de Tecumseh, o la rebelión de Tecumseh, fue un conflicto entre los Estados Unidos y la confederación de tribus nativas americanas liderada por Tecumseh, un jefe shawnee, en el Territorio de Indiana. Aunque a menudo se considera que la guerra alcanzó su punto culminante con la victoria de William Henry Harrison en la batalla de Tippecanoe en 1811, la guerra de Tecumseh continuó durante la guerra de 1812 y es frecuentemente vista como parte de ese conflicto mayor. La guerra se prolongó dos años más, hasta 1813, cuando Tecumseh y su segundo al mando, Roundhead, murieron combatiendo contra el Ejército del Noroeste de Harrison en la batalla de Moraviantown, en el Alto Canadá, cerca de lo que hoy es Chatham, Ontario, lo que resultó en la desintegración de su confederación. Algunos historiadores académicos consideran la guerra de Tecumseh como el conflicto final de una lucha militar de largo plazo por el control de la región de los Grandes Lagos en América del Norte, un proceso que abarcó varias guerras a lo largo de varias generaciones y que se conoce como la guerra de los Sesenta Años.

## Antecedentes

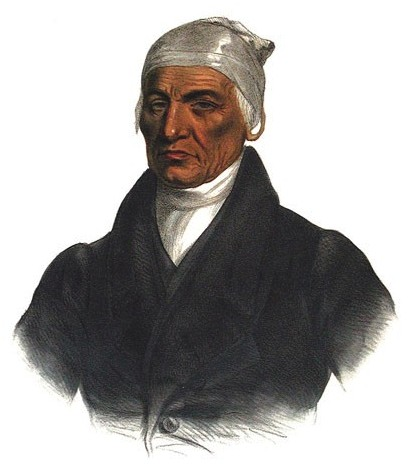
El jefe shawnee Black Hoof (Catecahassa) fue un acérrimo oponente de la Confederación de Tecumseh y un aliado de los Estados Unidos en la Guerra de 1812.

Los dos principales adversarios en el conflicto, Tecumseh y William Henry Harrison, habían participado como jóvenes en la Batalla de Fallen Timbers al final de la Guerra de los Indios del Noroeste en 1794. Tecumseh no fue uno de los firmantes del Tratado de Greenville, que puso fin a esa guerra y cedió gran parte de lo que hoy es Ohio, una región habitada durante mucho tiempo por los Shawnee y otros nativos americanos, a los Estados Unidos. Sin embargo, muchos líderes indígenas de la región aceptaron los términos del tratado, y durante los diez años siguientes, la resistencia pan-tribal a la hegemonía estadounidense se fue desvaneciendo.
Tras la firma del Tratado de Greenville, la mayoría de los Shawnee de Ohio se asentaron en la aldea de Wapakoneta, ubicada en el río Auglaize, bajo el liderazgo de Black Hoof, un jefe principal que había sido uno de los firmantes del acuerdo. Little Turtle, un destacado jefe de guerra de los Miami que también había participado en el conflicto previo y firmado el tratado, residía en su propia aldea a orillas del río Eel. Tanto Black Hoof como Little Turtle abogaron por la adaptación cultural y la coexistencia pacífica con los Estados Unidos.
Las tribus de la región firmaron varios tratados, como el Tratado de Grouseland y el Tratado de Vincennes, que confirmaron la posesión estadounidense de gran parte del sur de Indiana. Estos acuerdos ayudaron a reducir las tensiones, permitiendo la llegada de colonos a Indiana y ofreciendo compensación a los nativos por las tierras que los colonos habían ocupado ilegalmente.

### Renacimiento religioso

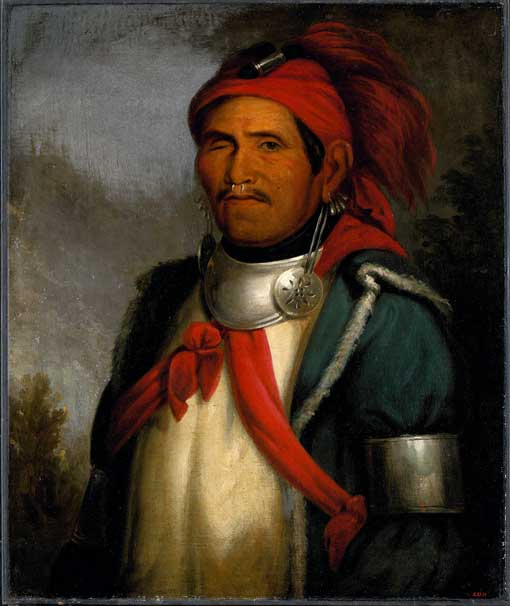
Tenskwatawa, de Charles Bird King

En mayo de 1805, el jefe Lenape Buckongahelas, uno de los líderes nativos más influyentes de la región, falleció a causa de viruela o gripe. Las tribus circundantes creyeron que su muerte fue el resultado de brujería, lo que desató una caza de brujas que llevó a la ejecución de varias supuestas brujas Lenape. Este evento impulsó un renacimiento religioso nativista, liderado por Tenskwatawa ("El Profeta"), hermano de Tecumseh, quien surgió en 1805 como líder entre los cazadores de brujas. Tenskwatawa pronto se convirtió en una amenaza para la influencia de los jefes que favorecían la adaptación a las políticas estadounidenses, entre los cuales se encontraba Buckongahelas.
Como parte de sus enseñanzas religiosas, Tenskwatawa animaba a los nativos a rechazar las costumbres europeas, como el alcohol, la ropa de estilo europeo y las armas de fuego. También instaba a las tribus a no ceder más tierras a Estados Unidos. Algunos nativos que estaban dispuestos a colaborar con los estadounidenses fueron acusados de brujería y, en algunos casos, ejecutados por los seguidores de Tenskwatawa. Black Hoof fue acusado de participar en la caza de brujas, pero no sufrió daños. Desde su aldea cerca de Greenville, Tenskwatawa deterioró la relación amistosa de Black Hoof con los estadounidenses, lo que generó crecientes tensiones con los colonos de la región. Black Hoof y otros líderes tribales empezaron a presionar a Tenskwatawa y sus seguidores para que abandonaran la zona y evitaran que la situación empeorara. 
En 1808, las tensiones con los blancos y los shawnee wapakoneta obligaron a Tenskwatawa y Tecumseh a reubicarse más al noroeste y fundar la aldea de Prophetstown cerca de la confluencia de los ríos Wabash y Tippecanoe, en tierras reclamadas por los miami. La Pequeña Tortuga advirtió a los Shawnee que no eran bienvenidos allí, pero sus advertencias fueron ignoradas. Las enseñanzas de Tenskwatawa ganaron notoriedad a medida que se volvieron más militantes, atrayendo seguidores de muchas naciones nativas americanas, incluidos los shawnee, iroqueses, chickamauga, meskwaki, miami, mingo, ojibwe, odawa, kickapoo, lenape, mascouten, potawatomi, sauk, tutelo y wyandot.
En 1808, Tecumseh comenzó a ser reconocido como líder en su comunidad. Aunque los británicos en Canadá intentaron formar una alianza con él ese año, Tecumseh rechazó su oferta. Los estadounidenses comenzaron a notar su presencia en 1810. Finalmente, Tecumseh se convirtió en el líder de la confederación, aunque esta se basó en el atractivo religioso de su hermano menor. Prophetstown se convirtió en la comunidad nativa americana más grande de la región de los Grandes Lagos, sirviendo como un importante centro cultural y religioso. Era un bastión religioso intertribal a lo largo del río Wabash en Indiana, con 3.000 nativos americanos; los blancos lo conocían como Prophetstown. Bajo el liderazgo inicial de Tenskwatawa y luego conjuntamente con Tecumseh, miles de indios de habla algonquina se reunieron en Tippecanoe para fortalecer su espíritu.

### Territorio de Indiana

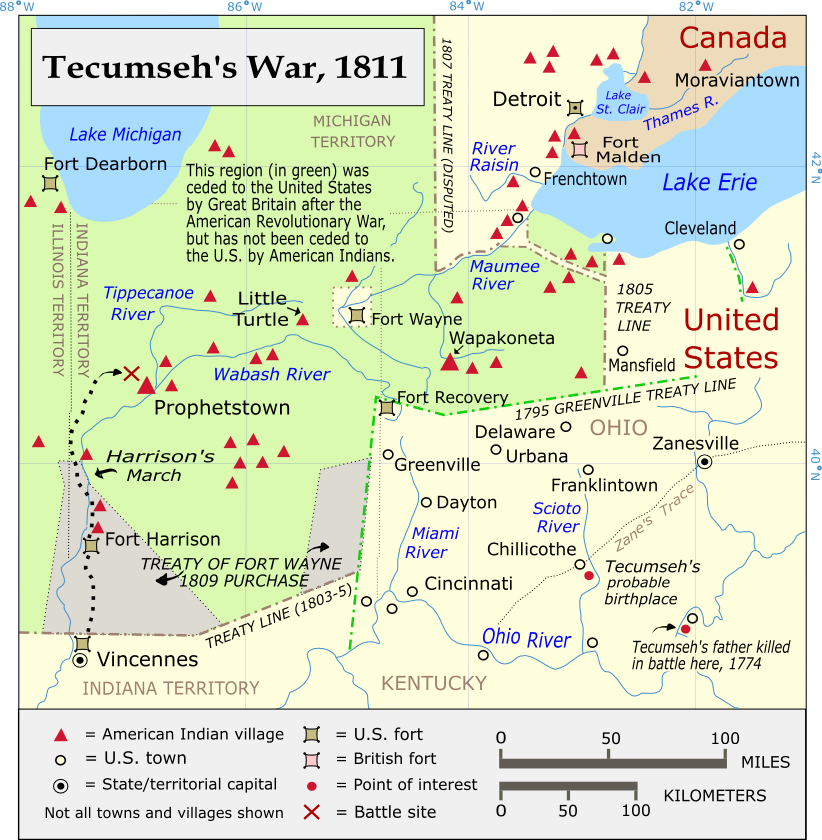

Mientras tanto, en 1800, William Henry Harrison se había convertido en el gobernador del recién formado Territorio de Indiana, con capital en Vincennes . Harrison trató de asegurar el título de propiedad de las tierras indígenas para permitir la expansión estadounidense; en particular, esperaba que el Territorio de Indiana atrajera a suficientes colonos blancos para calificar para la condición de estado. Harrison negoció numerosos tratados de cesión de tierras con los indios americanos.
En 1809, Harrison empezó a presionar por un nuevo tratado que permitiera abrir más tierras a la colonización. Los miami, wea y kickapoo estaban firmemente en contra de vender más tierras alrededor del río Wabash. Para intentar que estos grupos aceptaran vender, Harrison decidió, en contra de la voluntad del presidente James Madison, negociar primero con las tribus dispuestas a vender y usarlas para presionar a las que se oponían. En septiembre de 1809, convocó a una reunión en Fort Wayne con los Potawatomi, Lenape, Eel River y Miami. Durante las negociaciones, Harrison prometió grandes subsidios y pagos a las tribus si accedían a ceder las tierras que él estaba buscando.
Solo los Miami se opusieron al tratado. Presentaron su copia del Tratado de Greenville y leyeron la sección que garantizaba su derecho a las tierras alrededor del río Wabash. Luego, explicaron la historia de la región y cómo habían invitado a otras tribus a establecerse en su territorio como amigos. Los Miami estaban preocupados porque los líderes Wea no estaban presentes, a pesar de ser los principales habitantes de las tierras que se estaban vendiendo. Además, los Miami querían que cualquier nueva venta de tierras se pagara por acre en lugar de por parcela. Harrison aceptó que la aceptación del tratado dependiera de la aprobación de los Wea y otras tribus del territorio en cuestión, pero se negó a comprar las tierras por acre. Argumentó que era mejor para las tribus vender la tierra en parcelas, para evitar que los estadounidenses compraran solo las mejores tierras por acre y dejaran a las tribus solo las tierras menos fértiles para vivir.
Después de dos semanas de negociaciones, los líderes Potawatomi lograron convencer a los Miami de aceptar el tratado como una forma de reciprocidad, dado que los Potawatomi habían aceptado previamente tratados menos favorables a petición de los Miami. Finalmente, el 30 de septiembre de 1809 se firmó el Tratado de Fort Wayne, que cedía a los Estados Unidos más de 3.000.000 de acres (aproximadamente 12.000 km²), principalmente a lo largo del río Wabash al norte de Vincennes.
Durante el invierno, Harrison consiguió la aceptación de los Wea ofreciéndoles un gran subsidio. Temía que convencer a los Kickapoo fuera complicado, ya que estaban estrechamente aliados con los shawnees en Prophetstown. Para superar este obstáculo, ofreció a los Wea un subsidio mayor si también conseguían que los Kickapoo aceptaran el tratado. Esta estrategia hizo que los Wea presionaran a los líderes Kickapoo para que aceptaran. Para la primavera de 1810, Harrison había completado las negociaciones y el Tratado de Fort Wayne fue firmado.

## Conflicto
Tecumseh se enojó profundamente por el Tratado de Fort Wayne y empezó a destacarse como un líder político importante. Revivió la idea que habían defendido antes el líder shawnee Blue Jacket y el líder mohawk Joseph Brant: que la tierra de los nativos americanos era propiedad común de todas las tribus y, por lo tanto, ninguna tierra podía ser vendida sin el consentimiento de todas. Aunque Tecumseh sabía que lograr un consenso tan amplio era prácticamente imposible, apoyó esta postura para reforzar su posición.
Aún no estaba listo para enfrentar directamente a los Estados Unidos, por lo que sus primeros adversarios fueron los líderes nativos americanos que habían firmado el tratado. Tecumseh amenazó con matarlos a todos.
Tecumseh comenzó a ampliar las enseñanzas de su hermano que llamaban a las tribus a regresar a sus costumbres ancestrales, y comenzó a conectar las enseñanzas con la idea de una alianza pan-tribal. Tecumseh comenzó a viajar mucho, instando a los guerreros a abandonar a los jefes acomodacionistas y unirse a la resistencia en Prophetstown . 
Harrison quedó impresionado por Tecumseh e incluso se refirió a él en una carta como "uno de esos genios poco comunes".  Harrison pensó que Tecumseh tenía el potencial de crear un imperio fuerte si no le hacían ningún control. Harrison sospechaba que él estaba detrás de los intentos de iniciar un levantamiento y temía que si lograba lograr una federación tribal más grande, los británicos aprovecharían la situación para presionar con sus reclamos en el Noroeste. 

### Confrontación en Grouseland

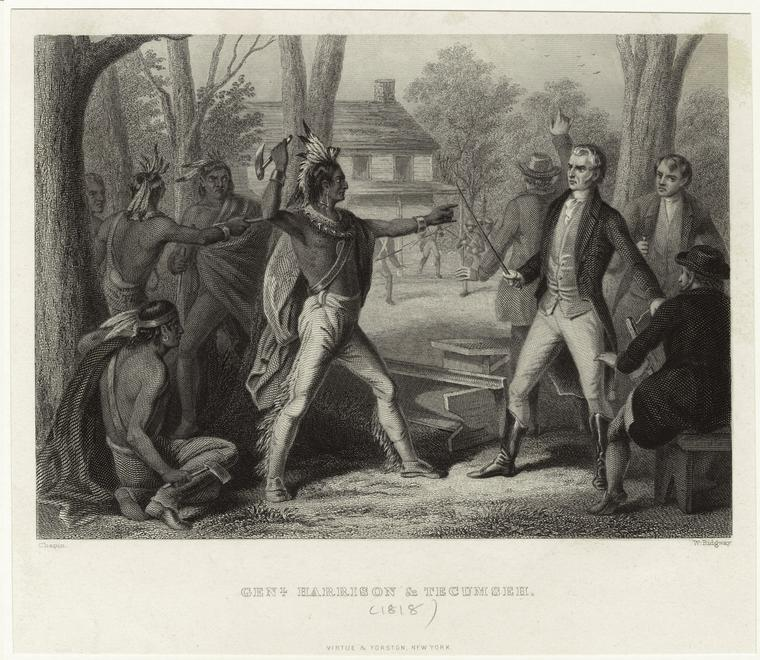
En Vincennes, en 1810, Tecumseh pierde los papeles cuando William Henry Harrison se niega a rescindir el Tratado de Fort Wayne.

En agosto de 1810, Tecumseh y 400 guerreros armados navegaron por el río Wabash para encontrarse con Harrison en Vincennes. Todos los guerreros llevaban pintura de guerra, y su aparición repentina asustó a los soldados de Vincennes al principio. Los líderes del grupo fueron escoltados a Grouseland, donde se reunieron con Harrison. Tecumseh sostuvo que el Tratado de Fort Wayne era ilegítimo y exigió que se anulara. Advertió a Harrison que los estadounidenses no deberían intentar colonizar las tierras cedidas en el tratado. Tecumseh también admitió que había amenazado con matar a los jefes que firmaron el tratado si cumplían con sus términos y destacó que su confederación estaba creciendo rápidamente.
Harrison respondió que los Miami eran los dueños legítimos de la tierra y tenían derecho a venderla si lo deseaban. Rechazó la afirmación de Tecumseh de que todas las tribus formaban una sola nación y argumentó que cada tribu podía mantener relaciones separadas con los Estados Unidos. Como prueba, Harrison le dijo a Tecumseh que si las tribus fueran una sola nación, el Gran Espíritu habría hecho que todas hablaran un solo idioma.
Tecumseh dio una “réplica apasionada”, pero Harrison no entendía su lenguaje. Un shawnee amigo de Harrison amartilló su pistola desde la banda para advertirle que el discurso de Tecumseh estaba causando problemas. Finalmente, un teniente del ejército que hablaba el idioma de Tecumseh le informó a Harrison que estaba incitando a sus guerreros a matarlo. Muchos guerreros comenzaron a sacar sus armas, y Harrison también sacó su espada. Aunque la población total de la ciudad era solo de 1.000 habitantes y los guerreros de Tecumseh podrían haber masacrado fácilmente la ciudad, los pocos oficiales que sacaron sus armas para defender a Harrison hicieron que los guerreros retrocedieran.
El jefe Winnemac, que era amigo de Harrison, refutó los argumentos de Tecumseh ante los guerreros y les ordenó que, como habían venido en paz, debían regresar en paz y luchar otro día. Antes de partir, Tecumseh le dijo a Harrison que, si no se anulaba el tratado, buscaría una alianza con los británicos.

### Tensiones crecientes
Las tensiones siguieron creciendo durante el año siguiente. Cuatro colonos fueron asesinados en el río Misuri y, en otro incidente, los nativos confiscaron un barco lleno de suministros destinado a un grupo de comerciantes. Harrison convocó a Tecumseh a Vincennes para que explicara las acciones de sus aliados.
En agosto de 1811, Tecumseh se reunió con Harrison en Vincennes y le aseguró que él y su hermano Shawnee querían mantener la paz con los Estados Unidos. Después de la reunión, Tecumseh se dirigió al sur para reclutar aliados entre las “Cinco Tribus Civilizadas”. Aunque la mayoría de las naciones del sur rechazaron sus propuestas, una facción de los Creeks, conocida como los Red Sticks, respondió a su llamado a las armas. Esto llevó a la Guerra Creek, que también se integró en la Guerra de 1812. Tecumseh dio muchos discursos apasionados y logró convencer a muchos para que se unieran a su causa.

¿Dónde están hoy los Pequot? ¿Dónde están los Narragansett, los Mochican, los Pocanet, y otras tribus poderosas de nuestro pueblo? Han desaparecido ante la avaricia y opresión del hombre blanco, como la nieve ante el sol de verano ... No duermas más tiempo, ¡oh Choctaws y Chickasaws ... ¿No serán aradas las huesos de nuestros muertos y se convertirán sus tumbas en campos cultivados?
Tecumseh, 1811, The Portable North American Indian Reader

Tras recibir noticias de que Tecumseh estaba lejos, el Gobernador Harrison envió un informe al Departamento de Guerra sobre la reunión en Vincennes. En el informe, mencionó que Tecumseh "está en la fase final para concluir su tarea. No obstante, espero que antes de su regreso, la parte del trabajo que él consideraba terminada sea desmantelada y sus cimientos sean eliminados". A partir de ahí, tomó medidas en consonancia con esta expectativa.
A medida que las tensiones aumentaban, Harrison acusó públicamente a Tenskwatawa de ser un fraude y un tonto, lo que enfureció a Tenskwatawa. Aunque Tecumseh le ordenó a su hermano que no tomara represalias, Tenskwatawa siguió insistiendo en que Harrison debía morir. Levantó la prohibición sobre las armas de fuego y rápidamente obtuvo grandes cantidades de ellas de los británicos en Canadá. Tecumseh cometió un error estratégico al dejar a Tenskwatawa solo mientras viajaba hacia el sur. Aprovechando la ausencia de su hermano, Tenskwatawa intensificó las tensiones al animar aún más a sus seguidores.

### Expedición a Prophetstown

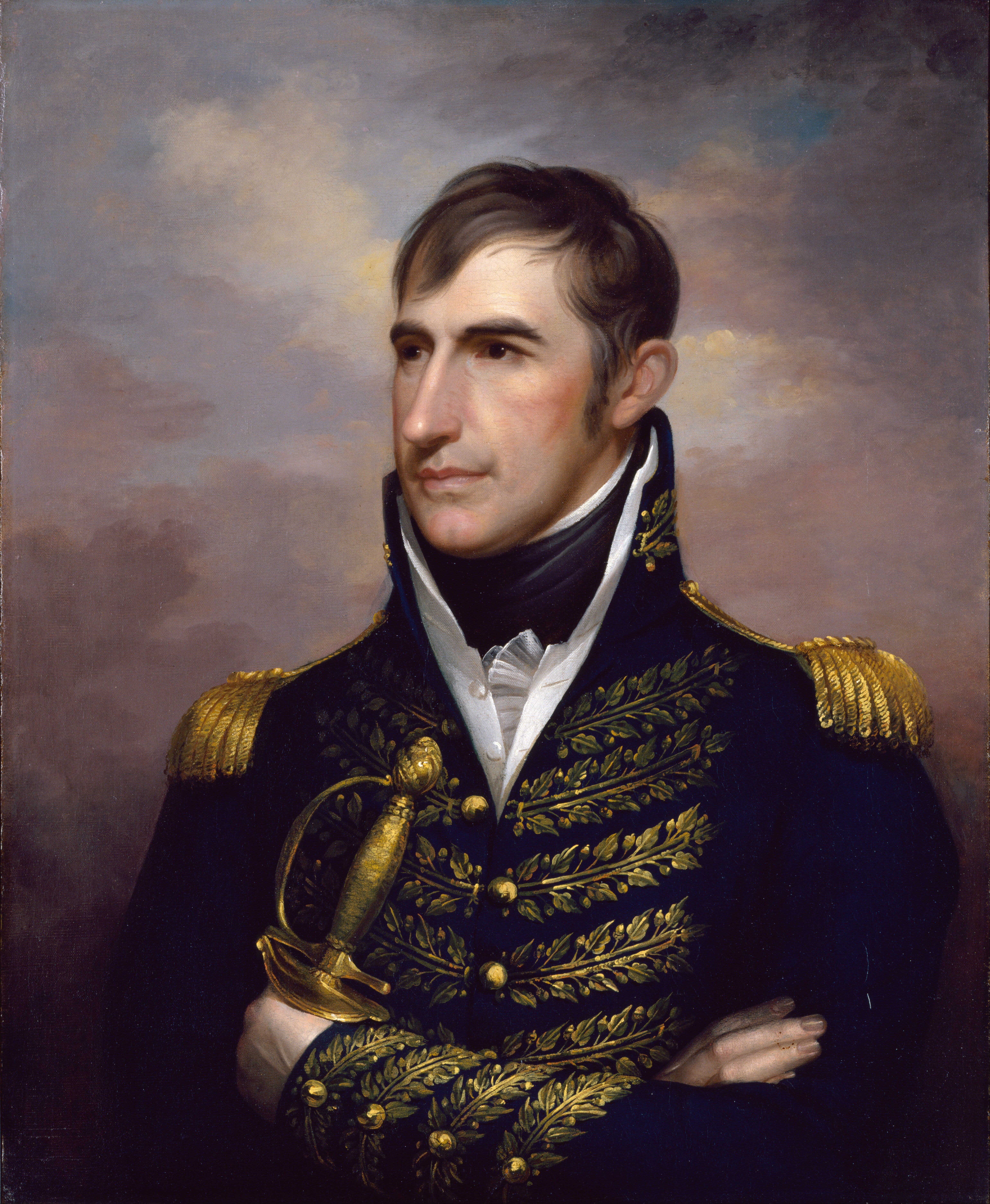
William Henry Harrison pintado por Rembrandt Peale en 1814.

Mientras Tecumseh todavía estaba en el sur, el gobernador Harrison marchó con su ejército hacia el norte a lo largo del río Wabash desde Vincennes, llevando a más de 1.000 hombres en una expedición destinada a intimidar al Profeta y sus seguidores. Aunque su objetivo declarado era forzarlos a aceptar la paz, también admitió que podría lanzar un ataque preventivo si se negaban. Su ejército se detuvo cerca de la actual Terre Haute para construir el Fort Harrison, con el fin de proteger una posición clave en el río Wabash. Durante su tiempo en Fort Harrison, Harrison recibió órdenes del Secretario de Guerra, William Eustis, que le autorizaban a usar la fuerza si era necesario para dispersar a los nativos en Prophetstown.
El 6 de noviembre de 1811, el ejército de Harrison llegó a las afueras de Prophetstown, y Tenskwatawa aceptó reunirse con él en una conferencia al día siguiente. Sospechando que Harrison podría estar planeando un ataque contra la aldea, Tenskwatawa decidió adelantarse y envió a unos 500 de sus guerreros para atacar el campamento estadounidense. Antes del amanecer del día siguiente, los nativos atacaron, pero los hombres de Harrison lograron mantener su posición y los nativos se retiraron tras la batalla. A pesar del ataque sorpresa, los estadounidenses vencedores incendiaron Prophetstown al día siguiente y regresaron a Vincennes. Este evento se conoce como la Batalla de Tippecanoe.

## Secuelas
Harrison —y muchos historiadores posteriores— sostienen que la Batalla de Tippecanoe fue un golpe decisivo para la Confederación de Tecumseh. Tras la batalla, Harrison, apodado "Tippecanoe", llegó a convertirse en presidente de los Estados Unidos en gran medida gracias al recuerdo de esta victoria. La batalla fue un duro golpe para Tenskwatawa, quien perdió prestigio y la confianza de su hermano. Aunque fue una derrota significativa, Tecumseh comenzó a reconstruir la alianza en secreto al regresar del sur.
En diciembre, la mayoría de los principales periódicos estadounidenses comenzaron a publicar reportajes sobre la batalla. La indignación pública creció rápidamente, y muchos estadounidenses comenzaron a culpar a los británicos por incitar a las tribus a la violencia y por proporcionarles armas de fuego. Andrew Jackson fue uno de los primeros en exigir la guerra, alegando que los indígenas estaban siendo "incitados por agentes británicos secretos". Otros gobernadores del oeste también pidieron acción; William Blount de Tennessee solicitó al gobierno que "limpiara los campamentos de indígenas de todos los ingleses que pudieran encontrarse..." Siguiendo el sentimiento popular, el Congreso aprobó resoluciones que condenaban a los británicos por interferir en los asuntos internos de Estados Unidos. Tippecanoe avivó las tensiones con Gran Bretaña, que culminaron en una declaración de guerra apenas unos meses después.
Cuando los estadounidenses entraron en guerra con los británicos, Tecumseh encontró aliados británicos en Canadá. Los canadienses posteriormente recordarían a Tecumseh como un defensor de Canadá, pero sus acciones en la Guerra de 1812, que le costarían la vida, fueron una continuación de sus esfuerzos por asegurar la independencia de los nativos americanos del dominio exterior. Tecumseh continuó la lucha hasta su muerte en la Batalla del Támesis de 1813.